# Carl Brewer (Eishockeyspieler)
Carl Thomas Brewer (* 21. Oktober 1938 in Toronto, Ontario; † 25. August 2001 ebenda) war ein kanadischer Eishockeyspieler (Rechtsaußen) und -trainer, der von 1958 bis 1980 für die Toronto Maple Leafs, Detroit Red Wings und St. Louis Blues in der National Hockey League und für die Toronto Toros in der World Hockey Association spielte.

## Karriere
Während seiner Juniorenzeit spielte Brewer bei den Toronto Marlboros in der OHA.
In die NHL kam er zum Ende der Saison 1957/58 zu zwei Spielen bei den Toronto Maple Leafs. In der folgenden Saison schaffte er den Durchbruch. Er war ein unberechenbarer Typ auf dem Eis und auch im Privatleben. In der Saison 1959/60 führte er die NHL in Strafminuten an. Mit Allan Stanley, Bob Baun und Tim Horton bildete er die Verteidigung der Maple Leafs, die von 1962 bis 1964 dreimal in Folge den Stanley Cup gewannen. Es machte ihm immer Druck, in der Öffentlichkeit zu stehen, und besonders im Eishockey begeisterten Toronto war der Druck für ihn oft zu groß. Über eine Strafe von 100 Dollar, hatte er sich bereits 1960 so geärgert, dass er seinen Rücktritt erklärt hatte und nur schwer zum Weitermachen zu überreden war. 
Während des Trainingslagers 1965 hatte er eine Auseinandersetzung mit dem Torwart der Leafs, Johnny Bower, die sich in der Kabine fortsetzte. Punch Imlach, der damals Trainer der Leafs war und zu dem Brewer ein angespanntes Verhältnis hatte, schickte ihn für einige Tage nach Hause, um sich die Sache durch den Kopf gehen zu lassen. Dies tat er und beendete seine Karriere erneut. Ab 1966 spielte er für die kanadische Nationalmannschaft und holte mit ihr die Bronzemedaille bei der Eishockey-Weltmeisterschaft 1967. Danach spielte er mit den Muskegon Mohawks in der IHL. 1968 ging er nach Finnland, wo er als Spieler und Trainer tätig war. 
Bereits im März 1968 hatten die Maple Leafs die Rechte an ihm, mit Frank Mahovlich, Pete Stemkowski und Garry Unger, unter anderem für Norm Ullman und Paul Henderson an die Detroit Red Wings weitergegeben. In der Saison 1969/70 kehrte er auf Zureden von Mahovlich in die NHL zurück und spielte eine hervorragende Saison mit den Red Wings. Im nächsten Jahr verließ er das Trainingslager um seinem Beruf beim Eishockeyschläger-Hersteller KOHO nachzugehen. Doch noch vor Ende der Saison 1970/71 heuerte er bei den St. Louis Blues an, die von Scotty Bowman trainiert wurden. Nach zwei Spielzeiten trat er neuerdings zurück. Ein erneutes Comeback gab er bei den Toronto Toros in der World Hockey Association, für die er in der Saison 1973/74 antrat. 
Sechs Jahre nach seinem letzten Spiel in der WHA unterschrieb er im Januar 1980 bei den Maple Leafs und ging noch einmal für 20 Spiele aufs Eis. Nach seinem Karriereende war er maßgeblich daran beteiligt, als Alan Eagleson, der ehemalige Chef der National Hockey League Players Association, wegen betrügerischer Geschäfte verurteilt wurde.

## Sportliche Erfolge
- Memorial Cup: 1956
- Stanley Cup: 1962, 1963 und 1964

### Persönliche Auszeichnungen
- NHL First All-Star Team: 1963
- NHL Second All-Star Team : 1962, 1965 und 1970
- WM All-Star Team: 1967
- IHL First All-Star Team: 1968
- Governor’s Trophy: 1968
- Teilnahme am NHL All-Star Game: 1959, 1962, 1964 und 1970